# مارک هورنشوه
مارک هورنشوه (انگلیسی: Marc Hornschuh؛ زادهٔ ۲ مارس ۱۹۹۱) بازیکن فوتبال اهل آلمان است.
از باشگاه‌هایی که در آن بازی کرده‌است می‌توان به باشگاه فوتبال اف‌اس‌وی فرانکفورت، باشگاه فوتبال اینگولشتات ۰۴، و باشگاه فوتبال سن پائولی اشاره کرد.
وی همچنین در تیم‌های ملی فوتبال جوانان آلمان، و جوانان آلمان، و جوانان آلمان، بازی کرده‌است.